# 71 Niobe
71 Niobe è un piccolo asteroide della Fascia principale. Ha una superficie molto brillante e la sua composizione è probabilmente una miscela di ferro, nichel e rocce silicate.
Niobe fu scoperto il 13 agosto 1861 da Karl Theodor Robert Luther (il primo rilevamento fu effettuato il 14 agosto) dall'Osservatorio di Düsseldorf (situato nel distretto urbano di Bilk) in Germania, di cui era direttore dal 1851. 
Fa parte della famiglia di asteroidi Gallia.
Fu battezzato così in onore di Niobe, una figura della mitologia greca, figlia di Tantalo.